# Aleja Tadeusza Rejtana w Rzeszowie
Aleja Tadeusza Rejtana w Rzeszowie − jedna z głównych ulic miasta Rzeszowa.
Ostatnia gruntowna przebudowa ulicy (związana m.in. z wymianą nawierzchni, czy poszerzeniem jej o dodatkowy pas) miała miejsce w 2013 roku.
Stanowi fragment drogi wojewódzkiej nr 878.